# Perceive Its Beauty, Acknowledge Its Grace
Perceive Its Beauty, Acknowledge Its Grace ist ein Jazzalbum von Shabaka Hutchings, das er unter seinem Vornamen Shabaka vorlegte. Die 2022 im Van Gelder Studio in Englewood Cliffs, New Jersey, entstandenen Aufnahmen erschienen 2024 auf Impulse! Records/Universal Music.

## Hintergrund
Shabaka Hutchings hat sich Ende 2023 vom Saxophon verabschiedet. Seit der COVID-19-Pandemie hat der Saxophonist und Mitglied der „Londoner Jazz-Renaissance“ eine Neubewertung vorgenommen und die sanfteren Klangfarben der Shakuhachi erkundet, einer japanischen Bambusflöte, deren Atemarbeit Zeit braucht, um sie zu beherrschen, notierte Kitty Empire. In den elf Stücken spielt Hutchings verschiedene Flöten und weitere Holzblasinstrumente, mit zusätzlicher dilatorischer Instrumentierung und Auftritten etwa von Floating Points, Co-Autor von Promises (2021), mit dem London Symphony Orchestra und Pharoah Sanders und weiteren. Im Video zu „End of Innocence“ mit Hutchings sehe man sein Klarinettenspiel unter Wasser, „die Freiheit seiner Wiedergeburt spiegelt sich in seinem ballettartigen Untertauchen wider“.
Perceive Its Beauty, Acknowledge Its Grace ist das erste Soloalbum des Saxophonisten Shabaka Hutchings, der hier Klarinette, Shakuhachi, europäische Metallflöte, Bambusflöte, Quena-Flöte, Svirel und kurz auf „Breathing“ Saxophon spielt. Zu ihm gesellen sich einige bekannte Kollegen: die Bassisten Tom Herbert und Esperanza Spalding, der Pianist Jason Moran, der Schlagzeuger Nasheet Waits, die Harfenisten Brandee Younger und Charles Overton, der Pianist Nduduzo Makhathini und der Gitarrist Dave Okumu. Auf der Hälfte der Tracks sind Sänger zu hören, darunter auch der Ambient/Trance-Stylist Laraaji.
Hutchings deutete den neuen Weg mit der EP Afrikan Culture (Impulse!, 2022) an, auf der er hauptsächlich auf der Flöte zu hören war.

## Titelliste
- Shabaka: Perceive Its Beauty, Acknowledge Its Grace (Impulse! 6516811)[2]

1. End of Innocence 2:36
2. As the Planets and the Stars Collapse 2:35
3. Insecurities 4:39
4. Managing My Breath, What Fear Had Become 3:11
5. The Wounded Need to Be Replenished 2:44
6. Body to Inhabit 7:28
7. I’ll Do Whatever You Want 7:43
8. Living 3:41
9. Breathing 4:27
10. Kiss Me Before I Forget 2:57
11. Song of the Motherland 4:45

Die Kompositionen stammen von Shabaka Hutchings.

## Rezeption

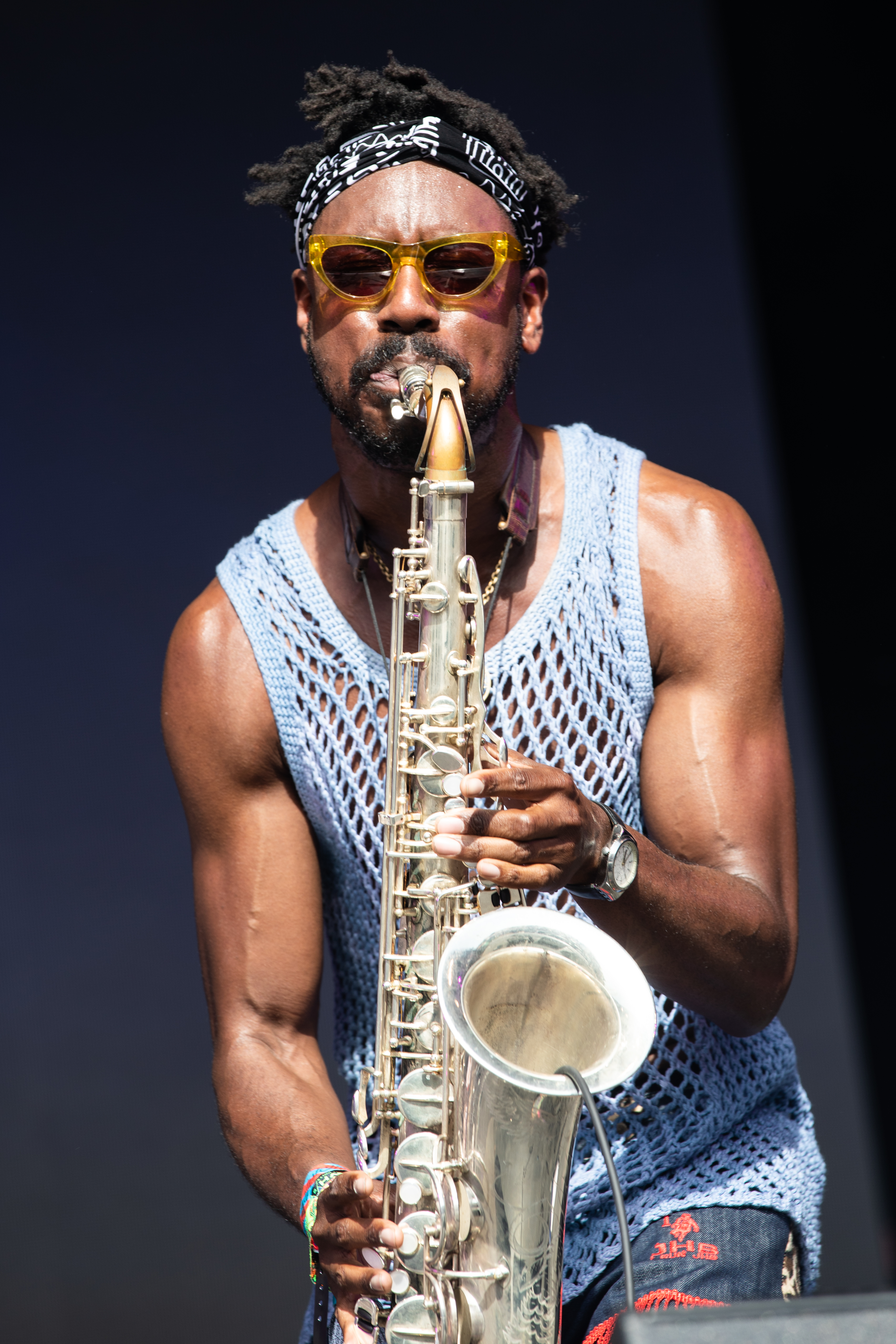
Shabaka Hutchings auf dem Glastonbury Festival 2019

Inmitten des ständig wechselnden Personals seien es das Vertrauen in Shabakas Vision und die Kraft seines Spiels, die den stärksten Eindruck hinterließen, meinte Hank Shteamer in Pitchfork Media. In Perceive Its Beauty höre man, wie er selbstbewusst die Grenzen nicht nur des Jazz, sondern jedes leicht definierten Genres überschreite. Ein weiterer Titel, der jede Kategorie sprengt, wie „As the Planets and the Stars Collapse“ sei ein herausragendes Instrumentalstück mit seinem üppigen Klangbett aus Harfen und Streichern und Shabaka, der seine Flöte mit ebenso viel Muskelkraft wie Anmut darüber spiele. Das führe dazu, dass man nicht im Geringsten das große, laute, glänzende Horn oder den aufdringlichen Ensemblesound einer Band wie Sons of Kemet vermisse. Die Inkarnation Hutchings’ möge neu sein, aber der zugrunde liegende Geist, die belebende Kraft der Musik sei weitgehend derselbe.
Dieses Album sei (im Anschluss an New Blue Sun des Rappers André 3000) eine weitere explorative Neudefinition eines Flötenalbums, urteilte Kitty Empire im Guardian. Das nachdrückliche Spiel Hutchings’ mit Bands wie Sons of Kemet sei einer impressionistischeren Feinheit gewichen. Angst, Mut und die Kraft der Atemarbeit seien hier die zugrunde liegenden Narrative, ebenso wie die Flöte als Stellvertreter sowohl des Vogelgezwitschers als auch der menschlichen Stimme, wie etwa beim Duett von Moses Sumney mit Hutchings’ Flöte auf dem schönen Stück „Insecurities“.
Dieses Album markiere den Beginn einer sanfteren, introspektiveren Phase seines Musikmachens, schrieb Chris Nay in All About Jazz. Die Musik selbst sei trotz ihres nach innen gerichteten Fokus genauso lebendig wie jedes frühere Werk von Hutchings. Dabei spielte der Aufnahmevorgang eine Rolle. Die Tracks wurden in Echtzeit im Studio von Rudy Van Gelder aufgenommen, ohne Kopfhörer, ohne Trennung im Raum und ohne andere technische Mittel. Nachdem Hutchings stundenlang Material zusammengetragen hatte, machte er sich an die Arbeit, die einzelnen Tracks zusammenzustellen, und zwar in einem Verfahren, das dem des Produzenten Teo Macero bei Miles Davis’ „In a Silent Way“ (1969) und „Bitches Brew“ (1970) nicht unähnlich war. Perceive Its Beauty, Acknowledge Its Grace klinge nicht wie eines dieser Alben, obwohl es vorübergehende Ähnlichkeiten mit In a Silent Way gebe. Auch wenn es sich um Hutchings der neuen Schule handelt, ist es für May ein „Projekt der alten Schule.“
Thom Jurek, der Perceive Its Beauty, Acknowledge Its Grace bei Allmusic mit viereinhalb von fünf Sternen sehr gut beurteilte, stellte fest: „Anders als bei seinen bisherigen Veröffentlichungen nutzte Shabaka seinen Witz und seine Intuition, um diese Musik aus seinem Unterbewusstsein hervorzuholen.“ Die sanfte, warme Produktion und das gemächliche Spiel würden darüber hinwegtäuschen, dass die Melodien in Arrangement und Präsentation weitaus komplexer seien, als sie erschienen. Zusammengenommen offenbarten sie das Streben des Künstlers nach kreativer Exzellenz als eine „ästhetische Praxis mit einer spirituellen Dimension“.
Die elf Songs auf diesem Album seien „ein Requiem auf die Verbrechen der Kolonialzeit und der mangelnden Aufarbeitung insbesondere Großbritanniens“<sic>, wertete Maxi Broecking in Jazz thing. „Virtuos, poetisch, dringlich“.